# Nicolò Donato
Nicolò Donato (ur. 28 stycznia 1539, zm. 9 maja 1618) – doża Wenecji od 1618 roku.